# Buller District
Der Buller District ist eine zur Region West Coast gehörende Verwaltungseinheit in Neuseeland. Der Rat des Distrikts, Buller District Council (Distriktrat) genannt, hat seinen Sitz in der Stadt Westport, ebenso wie die Verwaltung des Distrikts.

## Geographie

### Geographische Lage
Der Buller District ist der nördlichste Distrikt in der Region West Coast. Er verfügt über eine reine Landfläche von 7942 km² und hatte zum Census im Jahr 2013 mit 10.473 Einwohnern eine Bevölkerungsdichte von 1,3 Einwohner pro km².
Die westliche Grenze des Distrikts bildet die Küstenlinie zur Tasmansee. Südlich grenzt der Grey District an und im Südosten der Hurunui District. Der östliche und nördliche Teil wird vom Tasman District umschlossen. Bis auf einen Küstenstreifen um Westport herum wird der Distrikt von der Berglandschaft der nördlichen Neuseeländischen Alpen bestimmt. Größter Fluss ist der Buller River, der bei Westport in die Tasmansee mündet. Östlich und südlich der Stadt Reefton, die rund 45 km südöstlich von Westport liegt, befinden sich Tagebauen, in denen Kohle und Gold abgebaut werden.
Die beiden größten Städte des Distrikts sind Westport und Reefton mit rund 4000 und 1000 Einwohnern.

### Klima
Der Buller District steht so, wie die gesamte Region der West Coast bevorzugt unter dem Einfluss südwestlicher und nordöstlicher Windströmungen, die local und topologieabhängig aus unterschiedlichen Richtungen kommen können. Südwestliche bis westliche Winde bringen in der Regel viele Wolken, die sich an den Westhängen der Neuseeländischen Alpen abregnen und so zu erheblichen Niederschlagsmengen führen. Zwischen 3000 bis über 6000 mm pro Jahr sind je nach Lage möglich. In der Gegend um Westport liegen die Niederschläge bei zwischen 2000 und 2300 mm pro Jahr. Die mittleren Tagestemperaturen im Sommer liegen um die 20 °C, in den Höhenlagen bis auf 10 °C abfallend. Im Winter pendeln sich die mittleren Tagestemperaturen zwischen 1 °C und 3 °C ein, zwischen Westport und Greymouth  bis zu 7 °C, in den Höhenlagen unter dem Gefrierpunkt. Die Sonnenscheindauer liegt an der gesamten Küste und im nördlichen Teil der Westküstenregion zwischen 1600 und 1800 Stunden pro Jahr, in den Bergen aber bis auf unter 1300 Stunden absinkend.

## Geschichte
Entsprechend der Mythologie der Māori kamen um 950 n. Chr. polynesische Einwanderer mit dem Tahiriangi Waka und siedelten an der Westküste. Erste Europäer sollen bereits 1642 an die Küste gekommen sein, Seehunde gejagt und nach Bodenschätzen gesucht haben. In den 1840er Jahren kamen dann Forscher und Landvermesser. Personen wie Charles Heaphy, William Fox, Thomas Brunner und Charles Buller hinterließen ihre Spuren. Eine Dekade später wurde im Buller River Gold gefunden, was zu einem Goldrausch in der Gegend führte und zur Gründung von Westport.

## Bevölkerung

### Bevölkerungsentwicklung
Von den 10.473 Einwohnern des Distrikts waren 2013 963 Einwohner Māori-stämmig (9,2 %). Damit lebten 0,2 % der Māori-Bevölkerung des Landes im Buller District. Das durchschnittliche Einkommen in der Bevölkerung lag 2013 bei 25.200 NZ$ gegenüber 28.500 NZ$ im Landesdurchschnitt.

### Herkunft und Sprachen
Die Frage nach der Zugehörigkeit einer ethnischen Gruppe beantworteten in der Volkszählung 2013 91,6 % mit Europäer zu sein, 9,8 % gaben an, Māori-Wurzeln zu haben, 0,9 % kamen von den Inseln des pazifischen Raums und 2,3 % stammten aus Asien (Mehrfachnennungen waren möglich). 11,7 % der Bevölkerung gab an in Übersee geboren zu sein. 1,8 % der Bevölkerung sprachen Māori als zweithäufigste Sprache nach Englisch und unter den Māori taten dies 12,4 %.

## Politik

### Verwaltung
Der Buller District ist noch einmal in drei Wards unterteilt, dem Westport Ward mit sechs Councillors (Ratsmitglieder) und dem Seddon Ward sowie dem Inangahua Ward mit je zwei Councillors. Die elf Councillors bilden zusammen mit dem Mayor (Bürgermeister) den Distrikt Council (Distriktrat) und werden alle drei Jahre neu gewählt.

## Infrastruktur

### Straßenverkehr
Verkehrstechnisch angeschlossen ist der Distrikt durch den New Zealand State Highway 6, der von Nordosten von Nelson kommend, über Westport weiter an der Küste nach Greymouth führt. Reefton ist über den New Zealand State Highway 7 angeschlossen, und die State Highways 65, 67 und 69 stellen Querverbindungen innerhalb des Distrikte her.

### Flugverkehr
Von dem kleinen Flughafen des Distrikts, der sich nordwestlich des Stadtzentrums von Westport an der Mündung des Buller Rivers befindet und von der Westport Airport Authority geführt wird, verkehren täglich mehrere Flugzeuge der Firma Sounds Air von und nach Wellington.